# Ertuğrulgazi (Pendik)
Ertuğrulgazi est un quartier du district de Pendik de la métropole d'Istanbul.

## Histoire
Le quartier porte le nom du père d'Osman Ier, le fondateur de l'Empire ottoman, Ertuğrul Gâzi.